# Ошлобень
Ошлобень, Ошлобені (рум. Oșlobeni) — село у повіті Нямц в Румунії. Входить до складу комуни Бодешть.
Село розташоване на відстані 291 км на північ від Бухареста, 14 км на північ від П'ятра-Нямца, 90 км на захід від Ясс.

## Населення
За даними перепису населення 2002 року у селі проживали 1018 осіб, усі — румуни. Усі жителі села рідною мовою назвали румунську.